# Nora (película de 2000)
Nora es un drama, estrenado en 2000, dirigido por Pat Murphy y basado en la reconstrucción de la vida de Nora Barnacle. El rodaje de la película se extendió a diversos países como son Irlanda, el Reino Unido, Italia o Alemania. En el papel protagonista, Nora Barnacle, encontramos a Susan Lynch y como actor destacado, en el papel de James Joyce, a Ewan McGregor. Esta película está basada en la obra de Brenda Maddox
En España fue estrenada el 21 de julio de 2003.

## Argumento o Sinopsis
Nora es una mujer joven, divertida y de gran coraje que no quiere ser controlada por nadie. Por las noches se viste de hombre y recorre la ciudad de Galway para encontrarse con su amante. Cuando su tío Tommy la amenaza con hacerla ingresar en un convento, Nora huye a Dublín donde empieza a trabajar en un hotel. Cuando el joven James Joyce, uno de los más grandes escritores de este siglo que lucha por ser respetado como escritor, se acerca a Nora en mitad de la calle, ella le sonríe y se da cuenta de que todo lo que ha estado esperando, comienza a hacerse realidad.